# Бартлетт, Пол Даути
Пол Даути Бартлетт (англ. Paul Doughty Bartlett; 14 августа 1907, Анн-Арбор, штат Мичиган — 11 октября 1997) — американский химик-органик, основатель школы физической органической химии, член Национальной АН США (с 1947).

## Биография
Пол Д. Бартлетт родился в Анн-Арборе, штат Мичиган, 14 августа 1907 года, вырос в Индианаполисе, штат Индиана, где посещал государственные школы. Он поступил в Амхерстский колледж и в 1928 году окончил его с отличием. Затем он поступил в аспирантуру и продолжил работать в области химии с Джеймсом Брайантом Конантом в Гарварде. В 1932 году он и Конант опубликовали исследование скоростей и равновесия реакции образования семикарбазона в водном растворе, исследование, которое прояснило различие между скоростями и равновесиями.
Бартлетт был явно отмечен как преемник Конанта в теоретической органической химии. Но в то время химический факультет Гарварда придерживался доктрины, что он не возьмет на работу ни одного из своих студентов или аспирантов до тех пор, пока он не отправится в другое место и не продемонстрирует оригинальность своих публикацией. Идея заключалась в том, чтобы не позволить доминирующему профессору (каковым, безусловно, был Конант) заполнить кафедру своими студентами, если и до тех пор, пока они не проявят самостоятельности в научной работе. Бартлетт проработал год в качестве докторанта в Рокфеллеровском институте в Нью-Йорке, а затем в течение двух лет преподавал в Миннесотском университете. Таким образом, Бартлетт более чем удовлетворил требование департамента о самостоятельном выполнении работы; он прошел все испытания и мог быть безопасно включен в штат химического факультета в Гарварде. Он быстро поднялся по карьерной лестнице до преподавателя, доцента и профессора химии (профессура им. Эрвинга). Параллельно с этим Бартлет преподавал свой знаменитый курс, обучал своих коллег и делал свои основополагающие открытия.
Первым среди его открытий была работа со Стэнли Тарбеллом. Они исследовали кинетику и образование продуктов при бромировании стильбена в метаноле в качестве растворителя и установили, что это двухступенчатый процесс, в котором из стильбена и брома образуется катионный промежуточный продукт с последующей реакцией этого промежуточного продукта либо с метанолом, либо с бромид-ионом. Несколько лет спустя Джордж Кимбалл и Ирвинг Робертс выдвинули гипотезу, что катион Бартлетта и Тарбелла является циклическим ионом бромония.
В 1972 году Бартлетт решил уйти из Гарварда и принять должность профессора Уэлча в Техасском христианском университете в Форт-Уэрте. Там он продолжал привлекать к себе на работу ученых и начал вторую карьеру. В ТХУ он часто сотрудничал с У. Х. Уотсоном, специалистом по рентгеновской кристаллографии, для определения структуры продуктов перегруппировок карбоионов, эффективно расширяя набор инструментов для решения проблем физико-органической химии. Когда он вышел на пенсию (из ТХУ в 1985 году), он вернулся в Гарвард.

## Научные исследования

### Галогены в основании мостиковых групп
Бартлетт опубликовал около 300 работ по химии, некоторые из них открыли новые горизонты. В 1939 году он и Лоуренс Нокс опубликовали исследование о галогенах в основании мостиковых групп. В частности, они синтезировали 1-бромнорборнан и показали, что галоген чрезвычайно инертен к действию горячей щелочи или горячего раствора нитрата серебра.
Бартлетт постулировал, что карбанионы, имеющие только шесть электронов вокруг центрального углерода, не являются стабильными, если они не являются плоскими, и, конечно, бициклический ион, если бы он существовал, был бы ограничен совершенно другой, неплоской геометрией.
Несколько лет спустя он и Сол Коэн подтвердили открытие Нокса и расширили его, синтезировав триптицен. и (вместе с Э. С. Льюисом и Джозефиной Райан, а позже с Фредом Грином) соответствующие бромид и йодид в основании мостиковых групп.
Эти два галогенида также оказались ещё более инертными; реакция с нитратом серебра протекает по меньшей мере в 1015 раз быстрее с т-бутилбромидом, чем с 1-йодтриптиценом. Трифенилметиловый катион достаточно стабилен, тогда как соответствующий катион из триптицена образоваться не мог.

### Реакционноспособные карбокатионы
В 1944 г. Бартлетт сделал ещё одно весьма оригинальное открытие вместе с двумя своими аспирантами, Ф. Э. Кондоном и Абрахамом Шнайдером: они открыли реакцию водородно-галогенового обмена. В присутствии каталитических количеств кислоты Льюиса (бромида алюминия), т-бутилхлорид вступает в реакцию с изопентаном с получением т-амилбромида и изобутана; реакция занимает всего около 0,001 секунды. Предположительно, т-алкилгалогенид вступает в реакцию с галогенидом алюминия с образованием т-бутилового катиона, а он, в свою очередь, отрывает атом т-водорода из алкана. Предполагаемый инертный характер парафинов иллюзорен; они достаточно легко реагируют с карбокатионами. Бартлетт представил последовательность реакций следующим образом:
{\displaystyle {\begin{aligned}{\mathsf {(CH_{3})_{3}CCl+AlBr_{3}}}&\longrightarrow {\mathsf {AlBr_{3}Cl^{-}+(CH_{3})_{3}C^{+}}}\\{\mathsf {(CH_{3})_{3}C^{+}+CH_{3}CH_{2}CH(CH_{3})_{2}}}&\longrightarrow {\mathsf {CH_{3}CH_{2}C^{+}(CH_{3})_{2}+(CH_{3})_{3}CH}}\\{\mathsf {CH_{3}CH_{2}C^{+}(CH_{3})_{2}+AlBr_{3}Cl^{-}}}&\longrightarrow {\mathsf {CH_{3}CH_{2}CBr(CH_{3})_{2}+AlBr_{2}Cl}}\end{aligned}}}
До появления статьи Бартлетта, Кондона и Шнайдера область реакций топливных углеводородов не была развита; впоследствии она стала отдельной областью науки. Это крупное открытие, сделанное в лаборатории Бартлетта в 1944 году, четыре десятилетия спустя стало важной предпосылкой для работ Джорджа Ола о реакциях парафинов в растворах суперкислот, за которые он был удостоен Нобелевской премии по химии в 1994 году.

### Неклассические ионы
Бартлетт и его ученики сделали ряд открытий в области химии карбонионов. Эти открытия в дальнейшем были объединённы в монографии под названием «Неклассические ионы» (Benjamin, 1965), которую редактировал Бартлетт. Со свойственной ему скромностью он представил множество работ Винштейна, Робертса и других исследователей, а также только одну свою собственную. Но он интерпретировал все отобранные им статьи и объединил их со своими комментариями в полезное целое.

### Свободные радикалы
Третьей важной областью исследований в лаборатории Бартлетта была химия свободных радикалов. Он и К. Г. Суэйн провели первое исследование, используя метод вращающегося сектора, чтобы найти константы скорости для свободнорадикальной полимеризации в растворе. Впоследствии он и Ф. А. Тейт посредством действия света провели реакцию полимеризации аллилацетата, идущую по свободнорадикальному механизму, используя селективно дейтерированный субстрат CH2=CH-CD2-O-COCH3. Это дейтерированное соединение полимеризуется в два-три раза быстрее и при этом образующийся полимер более чем в два раза длиннее, чем при полимеризации обычного аллилацетата. Полимеризация аллилацетата, как и другие свободнорадикальные реакции полимеризации, представляет собой цепную реакцию, и Бартлетт объяснил весьма необычный изотопный эффект, который он и Тейт обнаружили (где дейтерированный субстрат реагирует быстрее, а не медленнее, чем его водородный аналог) как результат атаки на атом дейтерия на стадии разрыва цепи в реакции полимеризации.

### Синглетный кислород
Окисление кислородом воздуха также являют пример свободнорадикальных реакций. Обычный кислород существует в триплетном состоянии 3O2, (то есть в виде бирадикала). В противоположность обычному, когда основное состояние молекулы (то есть состояние наименьшей энергии) имеет только парные электроны, основное состояние кислорода — это триплет с двумя неспаренными электронами; синглетный кислород (1O2), в котором нет ничего, кроме парных электронов, является высокоэнергетическим видом. Триплетный кислород быстро реагирует с радикалами (то есть с другими молекулами, которые имеют неспаренные электроны), но, к счастью, реагирует относительно медленно с бо’льшим количеством соединений со спаренными электронами. Бартлетт получил синглетный кислород путем фотоактивации и разложения фосфитных озонидов. Он показал, что озонид триметилфосфита стабилен при очень низких температурах, но он легко разлагается с образованием синглетного кислорода при нагревании до комнатной температуры
,,.
{\displaystyle {\begin{aligned}{\mathsf {(CH_{3}O)_{3}P+O_{3}}}&\longrightarrow {\mathsf {(CH_{3}O)_{3}PO_{3}}}\\{\mathsf {(CH_{3}O)_{3}PO_{3}}}&\longrightarrow {\mathsf {(CH_{3}O)_{3}PO+{^{1}}O_{2}}}\\\end{aligned}}}

### α-лактоны
Ряд исследователей постулировали, что α-лактоны участвуют в химических реакциях в качестве короткоживущих интермедиатов, но на практике никогда не наблюдались. Бартлетт и Роберт Уиланд синтезировали и идентифицировали дитретбутил-α-лактон путем окисления дитретбутилкетена озоном. α-лактон был стабилен в растворе при −78° и мог быть идентифицирован по его спектрам. Эта работа, продемонстрировавшая реальность α-лактонов, отнесла их к категории высокоэнергетических промежуточных соединений.

## Педагогическая деятельность
Бартлетт ввел курс органической химии в Гарварде, основанный главным образом на механизмах реакции для аспирантов первого курса и продвинутых студентов. Он ежегодно пересматривал свой курс, по мере развития этой области. Многие молодые химики Америки были привлечены в Гарвард для работы с Бартлеттом, а его аспиранты занимают видные профессорские должности в университетах и крупные должности в промышленности по всей стране.
Всего более 270 студентов, аспирантов и научных сотрудников работали в лаборатории Бартлетта. Для примера достаточно назвать тех, кто впоследствии был избран в Национальную академию наук или Американскую Академию Искусств и наук, или в обе: Норман Аллингер (Университет Джорджии), Нед Арнетт (герцог), Майрон Бендер (Северо-Западный университет), Сол Коэн (Брандейс), Фред Грин II (Массачусетский технологический институт), Джордж Хаммонд (Калифорнийский технологический институт, а затем промышленность), Дэниел Кошленд-младший (Калифорнийский университет, Беркли), Джон Д. Робертс (Калифорнийский технологический институт), К.Гарднер Суэйн (Массачусетский Технологический институт), Д. Стэнли Тарбелл (Вандербильт), Ник Турро (Колумбия) и Сол Уинстейн (Калифорнийский университет, Лос-Анджелес).
Многие из выдающихся сотрудников Бартлетта читали курсы по продвинутой органической химии, основанные на его курсе в Гарварде, и распространяли его идеи. Многие, сегодня уже научные внуки продолжают его традиции в физической органической химии.

## Почести и награды
- 1938 — премия Американского химического общества для молодых химиков
- 1947 — член Национальной академии наук
- 1962 — золотая медаль немецкого химического общества имени А. В. фон Гофмана
- 1963 — Премия Уилларда Гиббса
- 1968 — Национальная медаль науки от президента Джонсона
- 1968 — Премия столетия
- 1969 — избран почётным членом Лондонского химического общества и почетным членом Швейцарского химического общества
- 1975 — Премия Лайнуса Полинга
- 1978 — избран в Американское философское общество
- 1981 — премия Роберта Уэлча по химии

Также Бартлет получил почётные степени в Амхерсте и университетах Чикаго, Монпелье, Парижа и Мюнхена. Он получил премию Джеймса Флэка Норриса, как в области физико-органической химии, так и в области преподавания, а также около дюжины других премий и наград.

## Семья
В 1931 году Бартлетт заключил брак с Мэри Лула Корт, с которой они были вместе пятьдесят восемь лет (супруга умерла в 1989 году). Лу заботилась об аспирантах Пола как о своих детях. Она приглашала их в дом Бартлеттов в Уэстоне, штат Массачусетс и в Форт-Уэрте.
В семье было две дочери Джоанна Бартлетт Кеннеди и Сара У. Бартлетт, сын Джеффри Бартлетт и семь внуков.

## Личные качества
Пол был крупным, грубовато красивым мужчиной, который любил гулять на свежем воздухе. Он любил лыжные и пешие прогулки, на которые приглашал всю свою исследовательскую группу. Он имел прекрасное чувство юмора. Бартлетт писал стихи на все случаи жизни. Его последние годы в доме престарелых в Лексингтоне, штат Массачусетс, были трудными, поскольку он потерял свою независимость, но не свою решимость. Химический факультет устроил для него прием по случаю его девяностолетия, в котором он с радостью принял участие, но после вечеринки его здоровье неуклонно ухудшалось.